# Eredivisie (vrouwenhandbal) 2006/07
De AfAB Eredivisie is de hoogste afdeling van het Nederlandse handbal bij de vrouwen op landelijk niveau. In het seizoen 2006/2007 werd Van der Voort Quintus landskampioen. AAC 1899 degradeerde naar de Eerste divisie.

## Teams
| Club                   | Plaats     | Provincie     | Trainers                                           | Hal              |
| ---------------------- | ---------- | ------------- | -------------------------------------------------- | ---------------- |
| AAC 1899               | Arnhem     | Gelderland    |                                                    | Rijkerswoerd     |
| FIQAS/Aalsmeer         | Aalsmeer   | Noord-Holland |                                                    | De Bloemhof      |
| Hoeve de Aar/BFC       | Beek       | Limburg       | Frits Feuler Ingrid Segers ontslagen op maart 2007 | De Haamen        |
| Huyser/E&O             | Emmen      | Drenthe       | John Ettekoven                                     | Harwig Arena     |
| GOconnectIT/Fortissimo | Cothen     | Utrecht       |                                                    | De Rijnsloot     |
| Hellas                 | Den Haag   | Zuid-Holland  |                                                    | Hellashal        |
| GIBO groep/Kwiek       | Raalte     | Overijssel    |                                                    | Valkenlaan       |
| Venus/Nieuwegein       | Nieuwegein | Utrecht       |                                                    | Galecop          |
| Van der Voort Quintus  | Kwintsheul | Zuid-Holland  | René Romeijn                                       | Van der Voorthal |
| Zeeman Vastgoed/SEW    | Nibbixwoud | Noord-Holland | Richard Kuijer                                     | 't Span          |
| VOC                    | Amsterdam  | Noord-Holland | Rolf Schulte                                       | Elzenhagen       |
| LACO/V&L               | Geleen     | Limburg       | Mirjam Collart                                     | Glanerbrook      |
| Wings                  | Den Haag   | Zuid-Holland  |                                                    | Loosduinen       |

## Reguliere competitie
| Pos | Club                   | Ptn | DV  | DT  | Opmerking                           |
| --- | ---------------------- | --- | --- | --- | ----------------------------------- |
| 1   | Van der Voort Quintus  | 44  | 758 | 436 | Gekwalificeerd voor kampioenspoule  |
| 2   | LACO/V&L               | 32  | 647 | 524 | Gekwalificeerd voor kampioenspoule  |
| 3   | Zeeman Vastgoed/SEW    | 32  | 629 | 530 | Gekwalificeerd voor kampioenspoule  |
| 4   | VOC                    | 24  | 552 | 574 | Gekwalificeerd voor kampioenspoule  |
| 5   | GOconnectIT/Fortissimo | 22  | 566 | 544 | Gekwalificeerd voor kampioenspoule  |
| 6   | Huyser/E&O             | 20  | 550 | 569 | Gekwalificeerd voor kampioenspoule  |
| 7   | Wings                  | 20  | 505 | 560 | Gekwalificeerd voor degradatiepoule |
| 8   | Hoeve de Aar/BFC       | 19  | 543 | 586 | Gekwalificeerd voor degradatiepoule |
| 9   | FIQAS/Aalsmeer         | 19  | 499 | 570 | Gekwalificeerd voor degradatiepoule |
| 10  | Hellas                 | 19  | 542 | 619 | Gekwalificeerd voor degradatiepoule |
| 11  | GIBO groep/Kwiek       | 10  | 515 | 634 | Gekwalificeerd voor degradatiepoule |
| 12  | AAC 1899               | 3   | 452 | 612 | Gekwalificeerd voor degradatiepoule |

## Nacompetitie

### Degradatiepoule
- Geen informatie gevonden.

### Kampioenspoule
- Geen informatie gevonden.

#### Best of Three
| 28 april 2007 | Van der Voort Quintus | 30 − 19 | LACO/V&L | Van der Voorthal, Kwintsheul |
| 28 april 2007 |                       |         |          | Van der Voorthal, Kwintsheul |
| 28 april 2007 |                       |         |          | Van der Voorthal, Kwintsheul |

| 6 mei 2007 | LACO/V&L | 29 − 30 | Van der Voort Quintus | Glanerbrook, Geleen |
| 6 mei 2007 |          |         |                       | Glanerbrook, Geleen |
| 6 mei 2007 |          |         |                       | Glanerbrook, Geleen |

| 12 mei 2007 | Van der Voort Quintus | v | LACO/V&L | Van der Voorthal, Kwintsheul |
| 12 mei 2007 |                       |   |          | Van der Voorthal, Kwintsheul |
| 12 mei 2007 |                       |   |          | Van der Voorthal, Kwintsheul |

## Beste handballers van het jaar
In de verkiezing handbalster van het jaar werden de volgende prijzen verdeeld:
| Categorie       | Winnaar         | Club                  |
| --------------- | --------------- | --------------------- |
| Beste speelster | Maura Visser    | Van der Voort Quintus |
| Beste keepster  | Peggy Viergever | Van der Voort Quintus |
| Beste trainer   | René Romeijn    | Van der Voort Quintus |
| Talent          | Yvette Broch    | Van der Voort Quintus |